# Amália Barros
Amália Barros, all'anagrafe Amália Scudeler de Barros Santos (Mogi Mirim, 22 marzo 1985 – San Paolo, 12 maggio 2024), è stata una giornalista, politica e attivista brasiliana.

## Biografia
Amália Barros nacque il 22 marzo 1985 a Mogi Mirim, figlia minore di una coppia della classe media alta.
Dopo aver conseguito la laurea in giornalismo, lavorò come produttrice per la rete televisiva Bandeirantes ed ebbe anche un'esperienza di commentatrice in spettacoli di rodeo in Brasile.
Verso i vent'anni perse la vista dall'occhio sinistro a causa di una toxoplasmosi: subì quindici interventi chirurgici nel tentativo di ripristinarla, senza successo. A seguito di queste procedure sviluppò un'epatite farmacologica, che la portò alla drastica decisione di rimuovere l'occhio, sostituito quindi con una protesi oculare. Questo doloroso percorso le fornì la motivazione per creare l'Istituto Amália Barros, dedicato alla raccolta di fondi per la donazione di protesi oculari e lenti sclerali. In tal modo offrì un'assistenza preziosa ai brasiliani affetti da disabilità visiva, prestando particolare attenzione alle persone con visione monoculare.
Membro del Partito Liberale (PL) e stretta amica di Michelle Bolsonaro, fu eletta deputata federale per lo stato brasiliano del Mato Grosso nel 2022, con un consenso elettorale che superò i 70.000 voti. Nel corso dell'anno precedente contribuì a livello nazionale anche alla promulgazione della legge brasiliana 14.126/2021, conosciuta come Legge Amália Barros, per il riconoscimento della visione monoculare come una forma di disabilità visiva prevedendo l'inclusione delle protesi oculari nella lista delle protesi fornite dal sistema sanitario pubblico brasiliano (il “SUS”, in Brasile).
Sempre nel 2021, Amália Barros pubblicò la sua autobiografia Se Enxerga!: Transforme desafios em grandes oportunidades para você e outras pessoas (in italiano: 'Vediti!: Trasforma le sfide in grandi opportunità per te e per gli altri'), in cui raccontò il dramma personale dopo la perdita dell'occhio e la sua motivazione nell'aiutare le persone monoculari.
Amália Barros morì a San Paolo il 12 maggio 2024 all'età di 39 anni a causa di complicazioni derivanti da un intervento chirurgico per la rimozione di un nodulo al pancreas.

## Vita privata
Si sposò con Thiago Boava, un allevatore brasiliano noto anche come influencer digitale. La coppia non ebbe figli.

## Pubblicazioni
- Se Enxerga!: Transforme desafios em grandes oportunidades para você e outras pessoas, 2021